# Saison 1 de La Petite Maison dans la prairie
Chronologie
Saison 2
Cet article présente le guide des épisodes de la première saison de la série télévisée La Petite Maison dans la prairie (Little House on the Prairie).

## Origine de l'histoire
La série s'appuie sur les souvenirs d'enfance de Laura Ingalls Wilder, une femme de lettre américaine née au sein d'une famille de pionniers américains à la fin du XIXe siècle.

## Distribution

### Acteurs principaux
Sont crédités comme acteurs principaux ceux qui sont inscrits au générique
- Michael Landon : Charles Philip Ingalls[2]
- Karen Grassle : Caroline Quiner Holbrook Ingalls[3]
- Melissa Gilbert : Laura Elizabeth Ingalls[3]
- Melissa Sue Anderson : Mary Amelia Ingalls[3]
- Lindsay et Sidney Greenbush : Carrie Ingalls[4]
- Karl Swenson : Lars Hanson
- Richard Bull : Nels Oleson[3]
- Katherine MacGregor : Harriet Oleson[1]
- Kevin Hagen : Docteur Hiram Baker
- Dabbs Greer : Révérend Robert Alden
- Charlotte Stewart : Mademoiselle Beadle

## Épisodes

### Épisode pilote:La Genèse
- États-Unis : 30 mars 1974 sur NBC
- France : 8 août 1975

- Cal Bellini (Brave)
- Sam Vlahos (1er Indien)
- Richard Alarian (2e Indien)
- Marian Beeler (Charlotte Holbrook)
- John Steadman (en) (Frederick Holbrook)
- Victor Mohica (Soldat Du Chene)

- L'émerveillement de Laura face au poulain nouveau-né est authentique. En effet, le poulain est né pendant le tournage et, pour rendre la scène la plus réelle possible, Melissa Gilbert fut appelée sur le plateau pour voir le poulain. La caméra tournait à ce moment-là et les images ont été utilisées pour l'épisode[5].
- L'amulette offerte par le chef indien à Laura est une griffe d'ours. Laura en fera mention à son ami Petit Aigle dans l'épisode Le Petit Indien.

### Épisode 1:L'Installation
- États-Unis : 11 septembre 1974 sur NBC
- France : 19 décembre 1976 sur TF1

- Ramon Bieri (Liam O’Neil)
- Jim Jeter (Hans Dorfler)
- Hal Burton (Le Conducteur)

La famille Ingalls vient de s’installer dans le lieu-dit de Plum Creek, petit vallon à l’extérieur de Walnut Grove, dans le Minnesota. Après avoir acheté le terrain à M. Hanson, Charles Ingalls envisage de construire de ses mains la maison de sa famille. Il emprunte la scie de M. Hanson pour façonner des planches et lui échange ses chevaux contre des bœufs afin de pouvoir labourer son champ. Après plusieurs nuits de travail, la maison est enfin terminée.
Charles Ingalls se rend ensuite chez les Oleson pour se procurer une charrue et des graines de maïs. Comme il ne peut les payer tout de suite, il sollicite un crédit mais Mme Oleson refuse de le lui consentir. Il rencontre ensuite Liam O’Neil, riche propriétaire d’un fonds de semences de pommes de terre. Il accepte de procurer au fermier la charrue et les graines, mais Charles doit en échange lui réparer son toit et rentrer les sacs de graines en trois semaines. O’Neil lui demande enfin de lui donner ses bœufs en garantie au cas où il ne pourrait pas respecter ses engagements.
Charles Ingalls commence alors trois semaines de travail acharné : 6 heures de travail chez M. O’Neil le matin, 6 heures chez M. Hanson l’après-midi, en plus du travail aux champs. Entre-temps, il fait la connaissance du Dr Baker en lui réparant son chariot et il manque la messe au profit du travail aux champs.
Quand la fin de son contrat chez O’Neil se fait proche, Charles Ingalls emmène sa famille faire un pique-nique. Soudain, le cerf-volant avec lequel il joue se coince dans les branches d’un arbre. Charles décide d’aller le chercher mais se casse quatre côtes en tombant. Le Dr Baker lui prescrit quinze jours de repos forcé.
Quelques heures avant la fin du contrat, O’Neil se rend chez les Ingalls pour récupérer les bœufs car il est certain que Charles ne pourra pas respecter ses engagements. Apprenant la nouvelle et malgré sa convalescence, le fermier se rend chez O’Neil pour ranger tous les sacs à temps, mais il tombe de fatigue en exécutant sa tâche.
- Mme Oleson inaugure sa première apparition en se montrant d’emblée hostile aux nouveaux résidents de la région, en l’occurrence les Ingalls.
- Le Dr Baker est rémunéré par un de ses patients au moyen de poules, et fait de même envers quelques-uns de ses créanciers.
- Dans son sermon, le révérend Alden parle des femmes venant à la messe sans leur mari, faisant ainsi allusion à Charles Ingalls, labourant les champs plutôt que d’assister à l'office.
- Caroline Ingalls reproche à son mari de travailler au lieu d'assister à la messe. Charles, pourtant très chrétien, n’y prête guère attention.

### Épisode 2:Les Paysannes
- États-Unis : 18 septembre 1974 sur NBC
- France : 20 décembre 1976 sur TF1

- Alison Arngrim (Nelly Oleson)
- Tracie Savage (Christy Kennedy)
- Jonathan Gilbert (Willie Oleson)
- Robert Hoffman (Sandy Kennedy)
- Georgia Schmidt (Madame Grandy)

Mary et Laura Ingalls s'apprêtent à partir à l'école de Walnut Grove pour leur premier jour de classe. Tout d'abord réticente à quitter la maison, Laura est convaincue par son père d'y aller compte tenu de la promesse qu'il a faite à sa mère de scolariser les enfants. Avant de partir, les deux filles reçoivent de leur mère ses propres livres de classe.
Arrivées dans la cour de l'école, elles se font d'emblée traiter de « grandes bécasses aux longues pattes » après que Laura a crié aux enfants qu'ils faisaient autant de bruit que dans une basse-cour. Au moment d'entrer dans la salle de classe, une jeune fille nommée Nellie Oleson les fixe d'un air condescendant avant de dire : « Tiens ? Des paysannes... ». Puis, l'institutrice Mlle Beadle les présente aux autres élèves, elle prête une ardoise à Mary et propose à Laura d'apprendre l'alphabet. Quand Willie écrit un exercice de calcul sur le tableau noir, Laura se fait humilier lorsqu'elle demande à l'institutrice comment il pourra effacer tout ce qu'il y a écrit.
Rentrée à la maison, Laura fait part à ses parents des difficultés qu'elle a commencé à rencontrer avec Nellie Oleson.
Le lendemain, Mary et Laura se rendent chez les Oleson pour acheter une ardoise et un cahier. Elles n'ont malheureusement pas assez d'argent pour acheter un crayon. Un peu plus tard, Caroline Ingalls y vend des œufs, Mme Oleson refuse de lui payer les œufs bruns au même prix que les blancs. Caroline envisage alors de livrer sa propre bataille.
Puis, pendant la récréation, Laura se dispute avec Nellie à propos des jeux que la fille Oleson impose à ses camarades. Le lendemain, Mme Ingalls parvient à vendre ses œufs bruns presque au même prix que les blancs, car elle soutient que son mari les vend à son travail. Caroline achète ensuite le tissu le plus cher pour épater Mme Oleson. Elle le regrette par la suite mais sa famille l'encourage à l'utiliser pour façonner sa propre robe.
- Cet épisode devait être le premier de la saison (code de production 1001 au lieu de 1002) mais on a rajouté l'épisode "L'installation" en tant que premier épisode (titre original : "A Harvest of Friends")
- Dans cet épisode apparaissent les enfants du village, tels que Nellie et Willie Oleson. L'adversité opposant Laura et Nellie commence dès le premier instant où elles se rencontrent.
- Laura apprend l'alphabet avec un livre intitulé Dicky Bird Land. Ce livre a réellement été écrit, par Ernest Nister.
- Les enfants de l'école dansent sur la comptine Dansons la capucine alors que Laura veut chanter Oncle John.

### Épisode 3:Une longue marche
- États-Unis : 25 septembre 1974 sur NBC
- France : 21 décembre 1976 sur TF1

- Don Knight (Jack Peters)
- Rick Hurst (Jacob Jacobsen)
- Celia Kaye (Willa Sweeney)
- Eve Brent (Elna Jacobsen)
- Bill Zuckert (Tom Cassidy)
- Lance Kerwin (Danny Peters)
- Dee Anne (Peggy Peters)
- Terry Lumley (Connie Faraday)
- Joe Haworth (Williams)
- Max Trumpower (Konig)

Charles Ingalls s'apprête à moissonner une centaine d'acres de blé. Il projette alors d'acheter des robes pour ses filles, un manteau pour sa femme, des rideaux et des bottes. Il en profite pour montrer à sa famille les deux chevaux que Hanson lui a échangés contre ses bœufs, moyennant une soulte. 
La nuit suivante, une tempête de grêle s'abat sur Walnut Grove et abîme les épis : la récolte s'avère impossible. Les fermiers quittent alors le village pour trouver du travail ailleurs, afin de pallier le manque d'argent. Charles Ingalls annonce à sa famille qu'il part lui aussi chercher du travail à une centaine de kilomètres, certainement plus loin que la ville de Mankato.
Sur la route, il fait la connaissance de Jack Peters puis de Jacob Jacobsen, partis eux aussi chercher du travail. Le soir auprès du feu, Jack leur propose de collaborer avec lui dans une carrière de rochers. Le travail consiste à percer la roche au moyen d'une masse puis d'y planter un bâton de dynamite pour la faire exploser. C'est un travail dangereux puisque la personne tenant le burin dans les mains peut à tout moment recevoir un coup de masse, lui brisant les doigts à coup sûr. Après un court essai, Charles et Jacob sont engagés. Jacob montre cependant une certaine fébrilité dans ce nouveau travail.
Pendant ce temps, Caroline Ingalls invite les femmes des environs à récolter le blé coûte que coûte, en employant les manières de leurs ancêtres. Ce sera long et pénible.
Charles et Jacob se montrent efficaces dans leur nouveau travail, et gagnent même le concours de l'équipe qui perce un trou d'une certaine longueur le plus vite possible. La joie sera malheureusement de courte durée car Jack périt dans une explosion de dynamite.

### Épisode 4:L’Idylle de M. Edwards
- États-Unis : 2 octobre 1974 sur NBC
- France : 22 décembre 1976 sur TF1

- Bonnie Bartlett (Grace Snider)
- Robert Swan (Employé de bar)
- Sunshine Parker (Conducteur)

Charles Ingalls est parti à Mankato pour faire des courses. Il assiste soudain à un esclandre provoqué dans un saloon par son ami Monsieur Edwards. Ce dernier ne sachant que faire sinon errer dans la région, Ingalls lui propose de venir vivre à Walnut Grove.
La famille Ingalls est très heureuse de l'accueillir, notamment Laura qui se réjouit de le voir alors qu'elle souffre des amygdales. M. Edwards réagit brusquement en sentant entre ses mains la figure brûlante de la jeune fille, il avoue plus tard à Charles Ingalls que cet épisode lui a rappelé le moment où sa famille mourut de la variole.
Isaiah Edwards est finalement embauché chez M. Hanson. Il croise le regard de la veuve Grace Snider, la postière du village, femme austère choquée par l'attitude et les jurons de Monsieur Edwards. Cependant, Caroline Ingalls a pour projet de les marier, pour cela, elle demande dans un premier temps à Isaiah d'aller chercher le courrier. Ce dernier s'y rend mais s'oppose à la fermeté de Mme Snider.
Intéressé par la personne de la veuve, Monsieur Edwards décide de s'envoyer une lettre à lui-même en imprégnant l'enveloppe de parfum de mélisse, ce qui attire la jalousie et les soupçons de la postière. Une idylle commence à naître entre les deux personnes mais s'interrompt brusquement quand M. Edwards lui avoue avoir perdu la foi et ne plus avoir l'envie d'assister à l'office. Grace Snider, très croyante, ne peut alors continuer de le voir.
- Première apparition de Monsieur Edwards, hormis celle dans l'épisode pilote de la série.
- Premier épisode où l'on voit une ville autre que Walnut Grove (en l'occurrence Mankato).

### Épisode 5:Le Grand Amour de Johnny Johnson
- États-Unis : 9 octobre 1974 sur NBC
- France : 23 décembre 1976 sur TF1

- Mitch Vogel (Johnny Johnson)
- Jimmy McNichol (Harry Baker)
- Tracie Savage (Christy Kennedy)

Un nouvel élève vient d'arriver à l'école de Walnut Grove : Johnny Johnson, un fils de fermiers venus s'installer dans la région, âgé de quinze ans. Dès le premier jour, Laura le remarque et en tombe amoureuse, si bien qu'elle a du mal à suivre la classe. Elle lui propose de faire un bout de chemin avec elle et Mary en rentrant de l'école, là, elle s'aperçoit que Johnny est davantage intéressé par Mary que par elle.
Quelque temps après, Laura demande à ses parents comment ils se sont rencontrés. C'est alors que la jeune fille a l'idée d'inviter Johnny à la pêche. Là aussi elle est déçue, car l'adolescent n'admire chez Laura que sa façon d'accrocher les hameçons. De plus, Johnny a demandé à Mary de lui apprendre à lire, au grand dam de Laura.
- Pour bercer Carrie, Charles lui joue du violon sur l'air de La Petite Maison dans la prairie.

### Épisode 6:La Veillée funèbre
- États-Unis : 23 octobre 1974 sur NBC
- France : 24 décembre 1976 sur TF1

- Josephine Hutchinson (Amy O'Hara Hearn)
- Ruth McDevitt (la vieille Maddie)
- Henry Olek (Père Gorman)

Maddie, une vieille femme de Walnut Grove, meurt le jour de son anniversaire après avoir appris que son unique fille ne pourra pas lui rendre visite. Amy, sa confidente de toujours, assiste à son enterrement et se fait la promesse de revoir ses trois enfants avant de mourir. Pour arriver à cela, il lui vient alors une étrange idée : faire croire à sa propre mort et organiser une veillée funèbre à laquelle elle assistera.
Se faisant passer pour malade, elle fait venir chez elle le Dr Baker et Charles Ingalls. Ces derniers lui promettent de faire venir ses enfants et le prêtre de Mankato le jour de la veillée. Amy se sent soudainement beaucoup mieux et convainc les deux hommes de tenir leur promesse pour le mercredi suivant, jour de ses 80 ans. D'abord réticents, Charles Ingalls et le docteur sont touchés par la peine que ressent Amy de ne plus pouvoir voir ses propres enfants.
Le Dr Baker, Charles et Caroline (avec la complicité de leurs filles) préparent donc la veillée et y invitent les personnes concernées. Le soir de la veillée venu, Amy se cache derrière une tenue de deuil pour regarder tous les invités. Elle s'émeut quand elle voit et entend ses enfants parler d'elle.
- Cet épisode nous montre pour la première fois un enterrement à Walnut Grove, premier d'une longue série que le feuilleton nous exposera au fur et à mesure des saisons.

### Épisode 7:Réceptions
- États-Unis : 30 octobre 1974 sur NBC
- France : 25 décembre 1976 sur TF1

- Kim Richards (Olga Nordstrom)
- Jan Merlin (Jon Nordstrom)
- Maya Van Horn (Helga Nordstrom)
- Tracie Savage (Christy Kennedy)
- Michelle Christie (Cassie)

Olga est une jeune élève de l'école de Walnut Grove qui boite depuis sa naissance car elle a une jambe plus courte que l'autre. Elle ne peut courir et jouer avec ses amies, si bien qu'elle est rejetée par la plupart de ses camarades. Peiné de la voir ainsi isolée, son père souhaiterait ne plus l'envoyer à l'école, et n'est pas disposé à la laisser aller à la réception que Nellie Oleson s'apprête à organiser.
Finalement, la grand-mère d'Olga persuade son fils de la laisser partir. Lors de ce goûter, Laura déchire par mégarde la robe de la poupée de Nellie puis part s'amuser seule avec Olga, encore délaissée par les autres jeunes filles. Charles Ingalls a alors l'idée de lui fabriquer une chaussure spéciale pour qu'elle puisse marcher comme les autres. M. Nordstrom, le père de la jeune fille, refuse catégoriquement cette proposition.
C'est ensuite au tour des filles Ingalls d'organiser une réception à Plum Creek. Olga s'intègre facilement et réussit à jouer au baseball grâce à sa nouvelle chaussure. Jamais à court de méchancetés, Nellie décide d'emmener les fillettes à la rivière, où elles se baigneront… pieds nus. Pour la punir, Laura lui fait peur et Nellie tombe dans l'eau.

### Épisode 8:Les Vacances de Caroline
- États-Unis : 6 novembre 1974 sur NBC
- France : 27 décembre 1976 sur TF1

- Olive Dunbar (La vendeuse)
- Norma Connolly (Madame Kirkwood)
- Walter O. Miles (L'homme du théâtre)
- June Foray (voix des jeunes filles jouant dans la cour d'école)
- Victor French (Isaiah Edwards)

Charles doit partir à Mankato pendant cinq jours pour une livraison. Il propose à Caroline de l'accompagner pour qu'elle prenne des vacances qu'elle n'a pas prises depuis longtemps. Au début Caroline est hésitante mais elle finit par accepter. Grace Snider propose de garder Mary, Laura et Carrie mais le jour du départ elle apprend à Charles qu'elle a attrapé un gros mal de gorge la veille et ne peut donc pas garder les filles. Isaiah Edwards passe par hasard à Plum Creek et se laisse convaincre par les filles de les garder ; il s'en réjouit et Charles et Caroline acceptent.
Après le départ de Charles et Caroline la maison est plus désordonnée et M. Edwards n'est pas croyant et donc il oublie que Mary et Laura récitent leur prière tous les soirs. Il est aussi un piètre cuisinier et leur cuisine du ragoût de serpent, ce que les filles n'aiment pas du tout. Un soir, Mary et Laura se rendent compte qu'elles ont oublié d'aller chercher les œufs. Elles décident (en pleine nuit) d'y aller. M. Edwards, alarmé par le bruit et les prenant pour "des voleurs de poules", prend sa carabine et il est tellement surpris en voyant Mary et Laura qu'il tire dans le plafond.
Le lendemain, il a des problèmes avec Carrie qui passe son temps à se cacher. Énervé de tout le temps la perdre, il attache sa robe au toit qu'il est en train de réparer. 
- Mr Edwards raconte aux filles que des Indiens l'ont surnommé Taureau Assis, en référence à Sitting Bull. Quelques minutes plus tard, Mary apprend à Laura que Sitting Bull a affronté le général Custer. Il s'agit d'un petit anachronisme puisque la bataille de Little Bighorn s'est déroulée en 1876, alors que l'action de l'épisode se déroule en 1874-1875.
- Edwards et les deux filles aînées lisent à Carrie le conte Boucles d'or et les Trois Ours (The Story of the Three Bears en anglais) pour qu'elle s'endorme. Edwards demande aux filles de faire la lecture mais n'ose pas avouer qu'il ne sait pas lire.
- Charles et Caroline vont au théâtre voir une pièce (fictive) dont ils n'ont pas vu le titre avant d'y assister : Abandoned Daughters (les Filles abandonnées), ce qui met un terme à leur séjour.

### Épisode 9:L’Institutrice
- États-Unis : 13 novembre 1974 sur NBC
- France : TF1 28 décembre 1976

- Dirk Blocker (Abel Makay)
- Kelly Thordsen (Baker Makay)
- Alison Arngrim (Nellie Oleson)
- Tracie Savage (Christy Kennedy)
- Jimmy McNichol (Harry Baker)
- Jonathan Gilbert (Willie Oleson)
- Robert Hoffman (Sandy Kennedy)
- Cindy Moore (La grande fille de l'école)

- Caroline renoue ici avec son passé d'institutrice, fonction qu'elle reprendra à quelques reprises plus tard dans la série.

### Épisode 10:Le Raton laveur
- États-Unis : 20 novembre 1974 sur NBC
- France : 30 décembre 1976 sur TF1

### Épisode 11:La Cloche de Tinker Jones
- États-Unis : 4 décembre 1974 sur NBC
- France : 29 décembre 1976 sur TF1

- Chuck McCann (Tinker Jones)
- Wayne Heffley (Monsieur Kennedy)
- James Jeter (Hans Dorfler)
- Alison Arngrim (Nellie Oleson)
- Ruth Foster (Melinda Foster)
- Jonathan Gilbert (Willie Oleson)
- Robert Hoffman (Sandy Kennedy)
- Jimmy McNichol (Harry Baker)
- Cindy Moore (La grande fille de l'école)
- Sean Penn (Le gamin)
- Eileen Ryan (Madame Kennedy)
- Tracie Savage (Christie Kennedy)

### Épisode 12:La Récompense
- États-Unis : 11 décembre 1974 sur NBC
- France : TF1 1er janvier 1977

### Épisode 13:Le Fils (1/2)
- États-Unis : 18 décembre 1974 sur NBC

- Ernest Borgnine (Jonathan)
- William Cort (Docteur Mayo)
- Victor French (Isaiah Edwards)
- Bonnie Bartlett (Grace Snider)
- James Jeter (Hans Dorfler)
- Ruth Foster (Melinda Foster)

Caroline est enceinte. Charles désire plus que tout un garçon. Quand le bébé nait, Charles est tellement heureux d'avoir un fils qu'il délaisse un peu sa fille, Laura. Laura pense que son papa préfère le bébé à elle car il s'occupe plus de Charles Jr. que d'elle.

### Épisode 14:Le Fils (2/2)
- États-Unis : 18 décembre 1974 sur NBC

- Ernest Borgnine (Jonathan)
- William Cort (Docteur Mayo)
- Victor French (Isaiah Edwards)
- Bonnie Bartlett (Grace Snider)
- James Jeter (Hans Dorfler)
- Ruth Foster (Melinda Foster)

Laura s'enfuit et va dans les montagnes pour parler à Dieu et lui proposer qu'il la prenne et qu'il rende Charles Jr. à ses parents. Là elle rencontre un ermite qui s'occupe d'elle. Pendant ce temps là, Charles et monsieur Edwards partent à la recherche de Laura, qui est désespérée car le Seigneur ne lui répond pas.

### Épisode 15:Noël à Plum Creek
- États-Unis : 25 décembre 1974 sur NBC
- France : TF1 31 décembre 1976

- Queenie Smith (Amanda Whipple)
- Ruth Foster (Melinda Foster)

### Épisode 16:Querelle de famille
- États-Unis : 15 janvier 1975 sur NBC
- France : TF1 21 décembre 1977

### Épisode 17:L’Idylle duDrBaker
- États-Unis : 22 janvier 1975 sur NBC
- France : TF1 27 décembre 1977

- Anne Archer (Kate Thorvald)
- Douglas Dirkson (Ole Olafsen)
- Bea Morris (Helga Olafsen)
- Steven Kunze (Hans Olafsen)

### Épisode 18:L’Épidémie
- États-Unis : 29 janvier 1975 sur NBC
- France : TF1 24 décembre 1977

- Matt Clark (Eric Boulton)
- Robert Foulk (Peterson)
- Bill Quinn (Carl Harper)
- Ivy Bethune (Alice Harper)
- Helen Clark (Sylvie Boulton)
- Bradley Greene (Paul Boulton)
- Leslie Landon (Leslie)
- Alison Arngrim (Nellie Oleson)
- Jonathan Gilbert (Willie Oleson)

### Épisode 19:L’Homme de cirque
- États-Unis : 5 février 1975 sur NBC
- France : TF1 22 décembre 1977

- Red Buttons (William O'Hara)

### Épisode 20:L’Enfant malheureux
- États-Unis : 12 février 1975 sur NBC
- France : 24 décembre 1977 sur TF1

- Harris Yulin (John Stewart)
- Johnny Lee (Graham Stewart)
- Wayne Heffley (Monsieur Kennedy)
- Alison Arngrim (Nellie Oleson)
- Jonathan Gilbert (Willie Oleson)
- Ruth Foster (Melinda Foster)

### Épisode 21:L’Agronome
- États-Unis : 19 février 1975 sur NBC

- Alan Fudge (Joseph Coulter)
- Art Lund (Tom Jorgenson)
- Julie Cobb (Trudy Coulter)
- Wayne Heffley (Monsieur Kennedy)
- John Alderson (Henry Holbrook)
- Ted Gehring (Ed Stacy)
- Sean Penn (Le gamin)
- Jocelyn Brando (La femme)
- John Pickard (L'agent)

### Épisode 22:L’Indien
- États-Unis : 26 février 1975 sur NBC
- France : TF1 26 décembre 1977

- Robert Tessier (Chef Jack Cheval Boiteux)
- Jack Ging (Marshall Anders)
- Carl Pitti (Adjoint Hill)

### Épisode 23:À la Découverte du monde
- États-Unis : 5 mars 1975 sur NBC
- France : TF1 28 décembre 1977

- Mitch Vogel (Johnny Johnson)
- Jane Alice Brandon (Mimi Monroe)
- James Griffith (Dandy Davis)
- Bob Hoy (Ben Slick)
- Hal Bokar (Hector Johnson)
- Michael Ross (Squint)
- Jim Boles (Eldred Miller)
- Alvin Hammer (Monsieur Quint)
- John Hawkins (Fat John)

### Épisode 24:La Fête au village
- États-Unis : 7 mai 1975 sur NBC

- Forrest Tucker (Jim Tyler)
- Ann Doran (Helen Tyler)
- Wayne Heffley (Monsieur Kennedy)
- Georgia Schmidt (Mademoiselle Grandy)
- Ruth Foster (Melinda Foster)
- Tracie Savage (Christie Kennedy)